# قلم‌گیری
خط مهم‌ترین عنصر در طراحی و هنر نقاشی‌ست و قلمگیری گویاترین شکل خط می‌باشد.
می‌توان گفت قلمگیری وجه تمایز نگارگری با نقاشی است و تکنیکی بسیار مهم در نگارگری می‌باشد که توسط قلموهای بسیار ظریف ساخته شده از موی گربه و سمور انجام می‌شود.
قلمگیری در مرز میان رنگ‌ها در نقاشی و نگارگری خوانش تصویر را برای بیننده راحت‌تر می‌کند و تبحر در فن قلمگیری و نشست و برخاست‌های کنترل شده قلمو، بیانگر ویژگی‌های خاص اشکال قلمگیری شده، است.